# Letím v duši
Letím v duši – singiel słowackiej pop piosenkarki Kristíny wydany w 2014.
Letím v duši ukazała się 5 stycznia 2014 roku na oficjalnej stronie youtube Kristíny. Piosenka zapowiada czwarty album studyjny piosenkarki.

## Notowania
| Lista                         | Pozycja |
| ----------------------------- | ------- |
| Słowacja Rádio sk50 Oficiálna | 10      |